# Capito squamatus
El cabezón escamoso, chaboclo de vientre limón, chaboclo ventrilimón, barbudo frentinaranja o torito frentirrojo (Capito squamatus) es una especie de ave piciforme de la familia Capitonidae que se encuentra en Colombia y Ecuador.

## Hábitat
Vive en el bosque húmedo y especialmente en los bordes del bosque, en la vertiente del Pacífico, por debajo de los 1500 m de altitud.

## Descripción
Mide 18 cm de longitud. Presenta pico grisáceo, iris amarillo, frente rojiza a anaranjada y dorso negro azulado lustroso, con las terciarias de las alas ampliamente bordeadas de blanco. El macho tiene las partes inferiores blancuzcas, con matices amarillos en el pecho y algunos puntos negros en los flancos; la hembra tiene la garganta y el pecho color negro azulado lustroso y el vientre blanco con escamas y con manchas negras en los flancos.

## Alimentación
Se alimenta principalmente de frutas.